# Sonorodven
SonoRodven fue una empresa discográfica con sede en Caracas, Venezuela, vinculada financieramente al Grupo Cisneros, también propietario del canal de televisión venezolano Venevisión. Inició sus actividades en 1980, como una subdisquera de Love Records.

## Trayectoria
Al principio se dedicó a editar compilados de temas exitosos a nivel mundial. De esa época datan títulos como In Concert '80, Super Salsa, Vuelo de Estrellas, Aces, Se botó la Salsa y Turbo Hits. Por su alianza comercial con K-Tel hasta 1982, sus compilados provenían al principio de sellos famosos como Prelude, Sony Music, RCA, Warner Music, Virgin Records, Ariola, Chrysalis, Island, MCA, Hispavox, EMI y, posteriormente, Karen, RMM Records & Video, Melody, Universal Music.
En su catálogo de artistas, SonoRodven (que después se conocería en los 90s como Inversiones Rodven poseía algunos talentosos músicos venezolanos que tenían un gran éxito comercial, apoyados en el decreto presidencial que rigió durante buena parte de la década de los años 80 (conocido como Ley del Uno por Uno) mediante el cual se debían alternar un artista extranjero y uno nacional en las diferentes medios y actuaciones públicas. Entre dichos artistas se pueden mencionar:
- Alfredo Sadel[2]
- Ricardo Montaner
- Roberto Antonio
- Diveana
- Mirla Castellanos
- Frank Quintero
- Jorge Aguilar
- Guillermo Dávila
- Pablo Manavello
- Melissa
- Karina[3]
- Arturo de Castro
- Marlene
- Las Payasitas Nifu Nifa
- Sentimiento Muerto
- Mirtha Pérez

Además, hay que acotar que tuvo en su extenso catálogo, la gran empresa de películas en video para venta y alquiler Video-Rodven y sus subsidiarias (InterVideo, Videos de Venezuela, Gran Video, PolyGram Video y Venevista Video), quienes distribuían en videocassette para Venezuela, las producciones de los estudios cinematográficos Buena Vista, Warner Bros. 20th Century Fox, Columbia TriStar y MGM/UA entre otros; aparte de la 1.ª planta de producción de discos compactos de audio en Latinoamérica, ubicado en Caracas con el nombre de OPTILASER, y plantas de fabricación de LP, casetes y videocasetes en la población de Santa Cruz de Aragua (Edo. Aragua), y la cadena de tiendas de discos DISCO CENTER.
Luego de derogado el decreto uno por uno y ante la llegada del formato del disco compacto, SonoRodven experimentó una severa contracción al inicio de la década de los 90. En 1995 cedió sus operaciones a PolyGram (quien compró ese mismo año el sello, y que luego de la compra a nivel mundial de Polygram por la empresa cinematográfica Universal City Studios, pasa a engrosar como parte del sello discográfico Universal Music desde el 18 de diciembre de 1998), pasando todo su catálogo a su entera y permanente propiedad (en Venezuela e internacionalmente).
Luego, en el año 2000, sale el sello LIDERES, el cual duró en el mercado venezolano únicamente 5 años. El fenómeno de la piratería en la música, y el estancamiento general de la industria musical mermaron su desarrollo. En la actualidad, el sello LIDERES ha desaparecido del todo.